# Eudonia synapta
Eudonia synapta là một loài bướm đêm trong họ Crambidae.